# Azim Azimzade
Azim Azimzade (en azerí: Əzim Əzimzadə; Bakú, 7 de mayo de 1880 – Bakú, 15 de junio de 1943) fue artista y caricaturista de Azerbaiyán, Artista del Pueblo de la RSS de Azerbaiyán.

## Biografía
Azim Azimzade nació el 7 de mayo de 1880 en Bakú. Azimzade no recibió educación artística. Desde 1906 sus obras en las temas sociales y políticos fue publicado en las revistas. El desarrollo de sus caricaturas  estuvo íntimamente relacionado con la revista satírica “Molla Nasreddin”. Sus primeras obras se exhibieron en las exposiciones de Moscú en 1933. En 1923 fue miembro del Partido Comunista de la Unión Soviética. En 1927 recibió el título “Artista del Pueblo de la RSS de Azerbaiyán”.
En 1968 fue inaugurado la Casa Museo de Azim Azimzade en un pequeño apartamento donde el artista vivió la mayor parte de su vida. El 30 de abril de 2019 el museo abrió de nuevo sus puertas después de renovación.
Azim Azimzade murió el 15 de junio de 1943 en Bakú y fue enterrado en el Callejón de Honor.

## Premios y títulos
- Artista del Pueblo de la RSS de Azerbaiyán (1927)
- Orden de la Insignia de Honor

## Galería

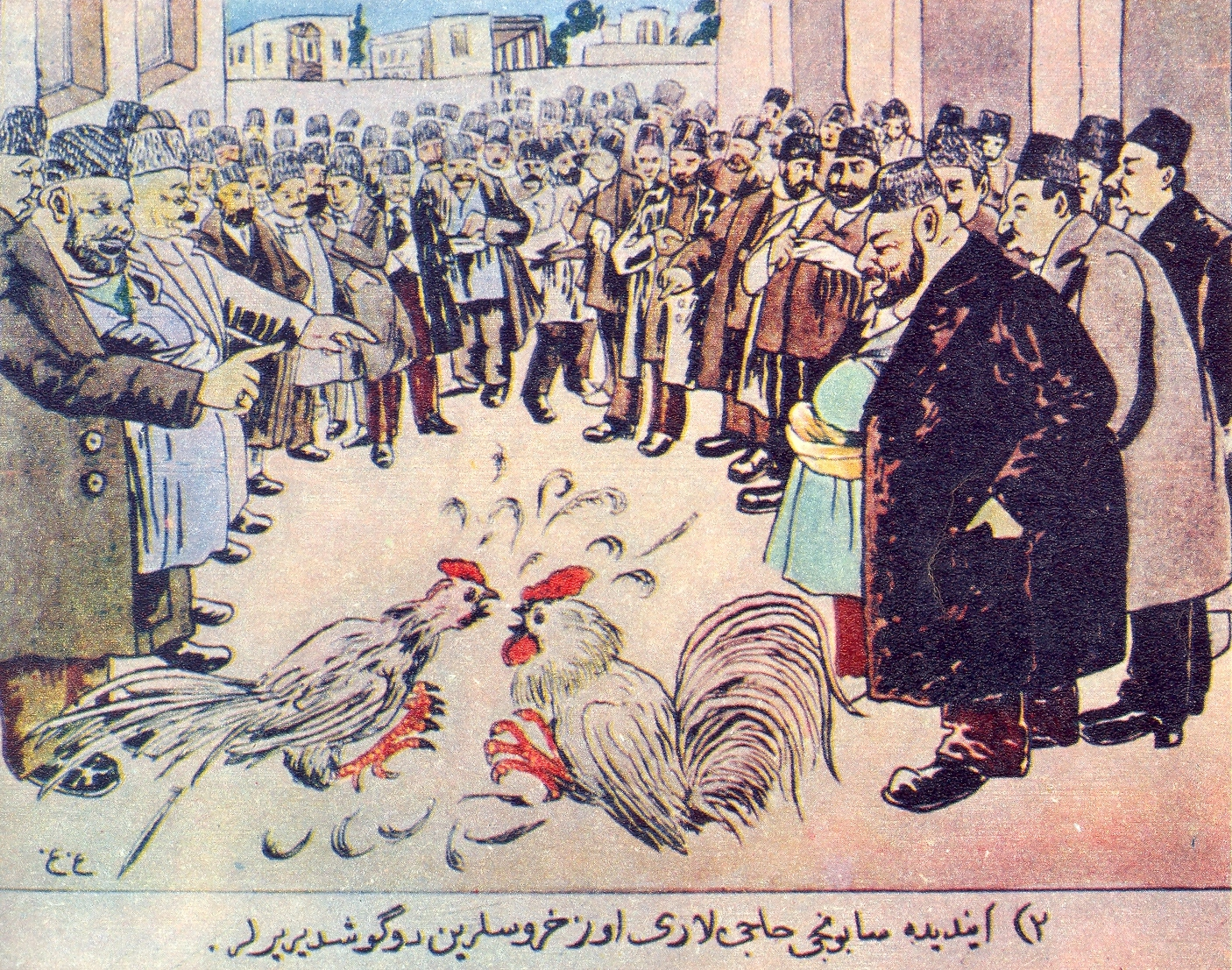
Pelea de gallos. 1915
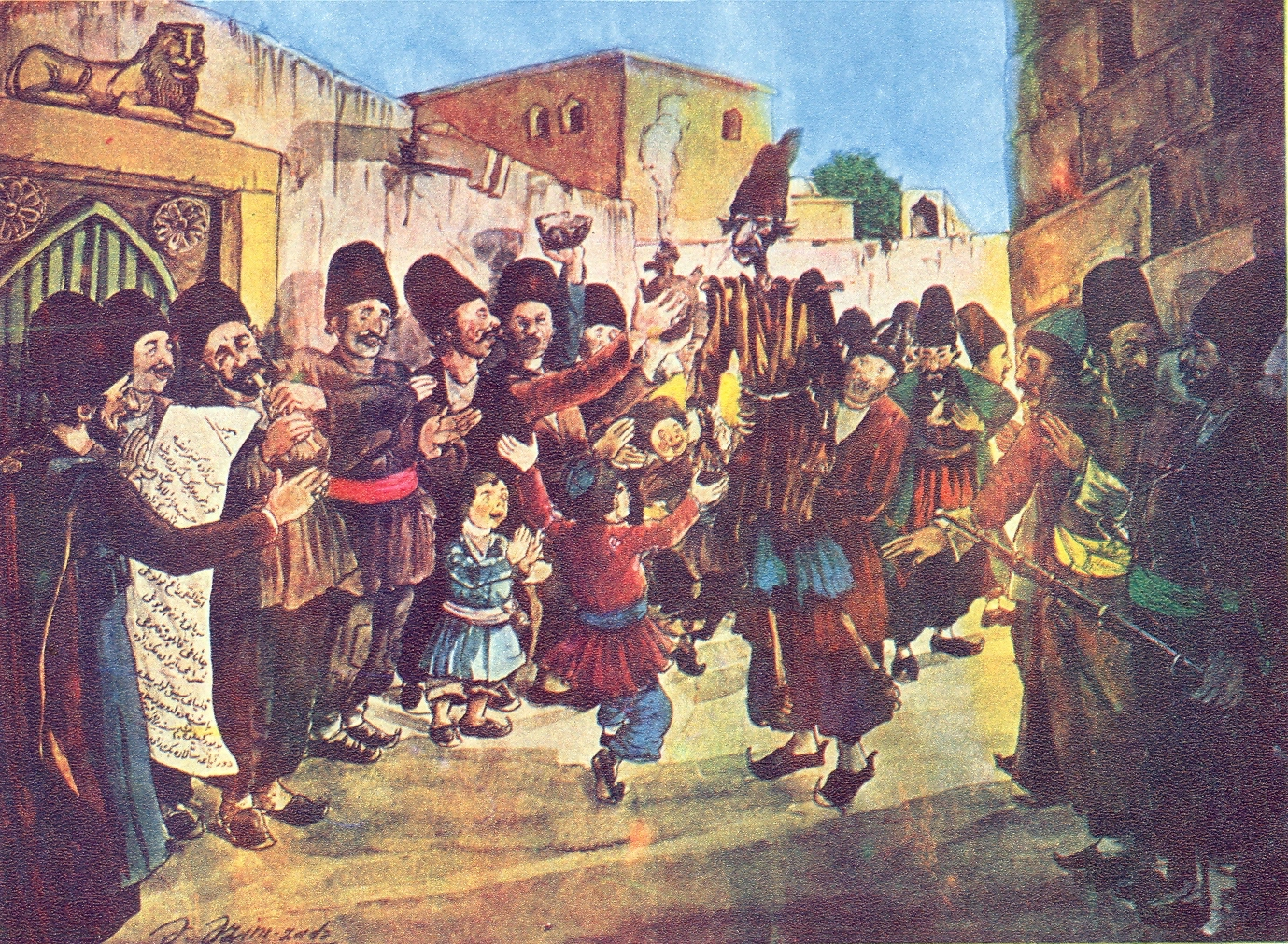
Actuación folclórico “Kos-Kosa”. 1930
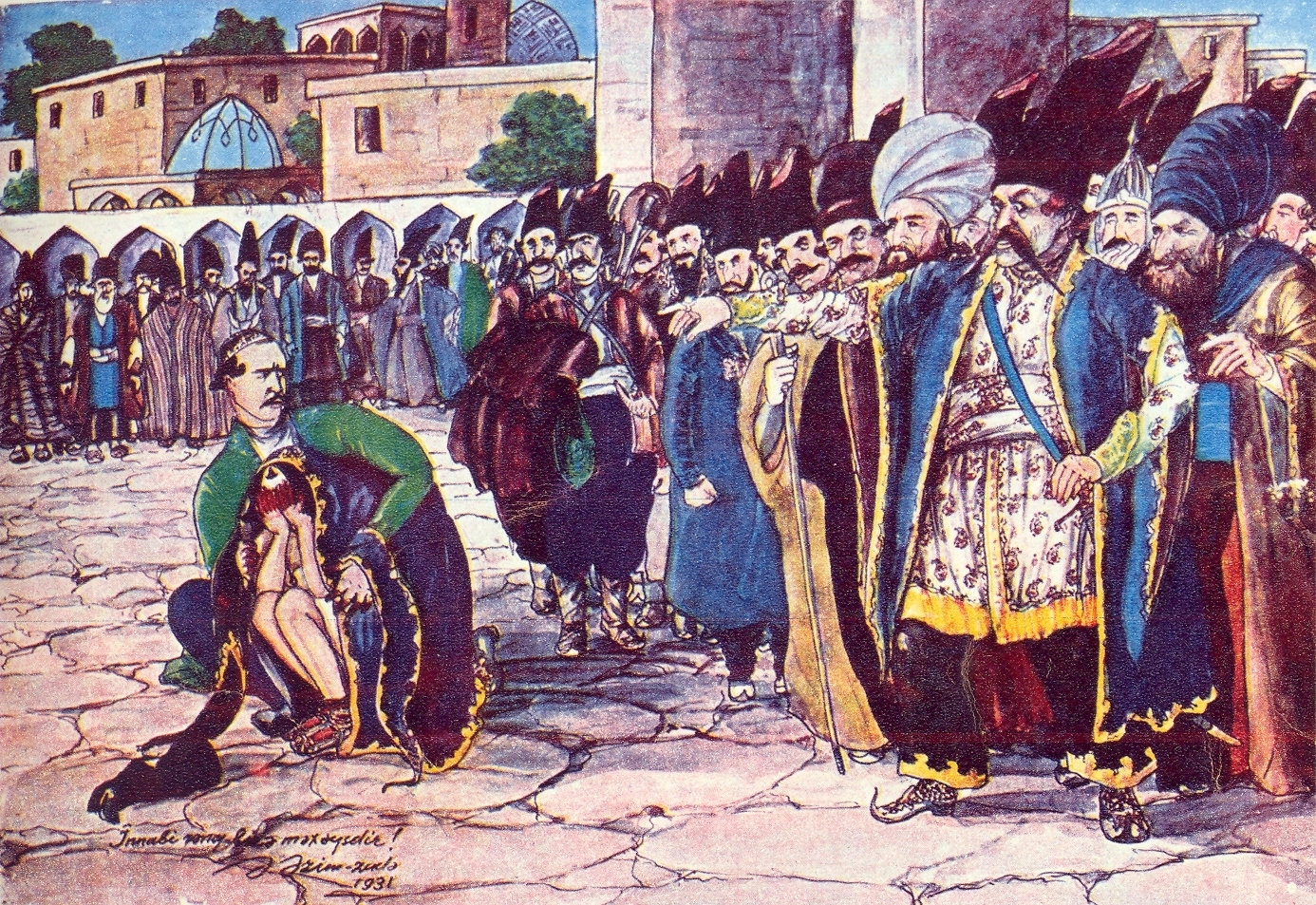
El color burdeos nos pertenece. 1931
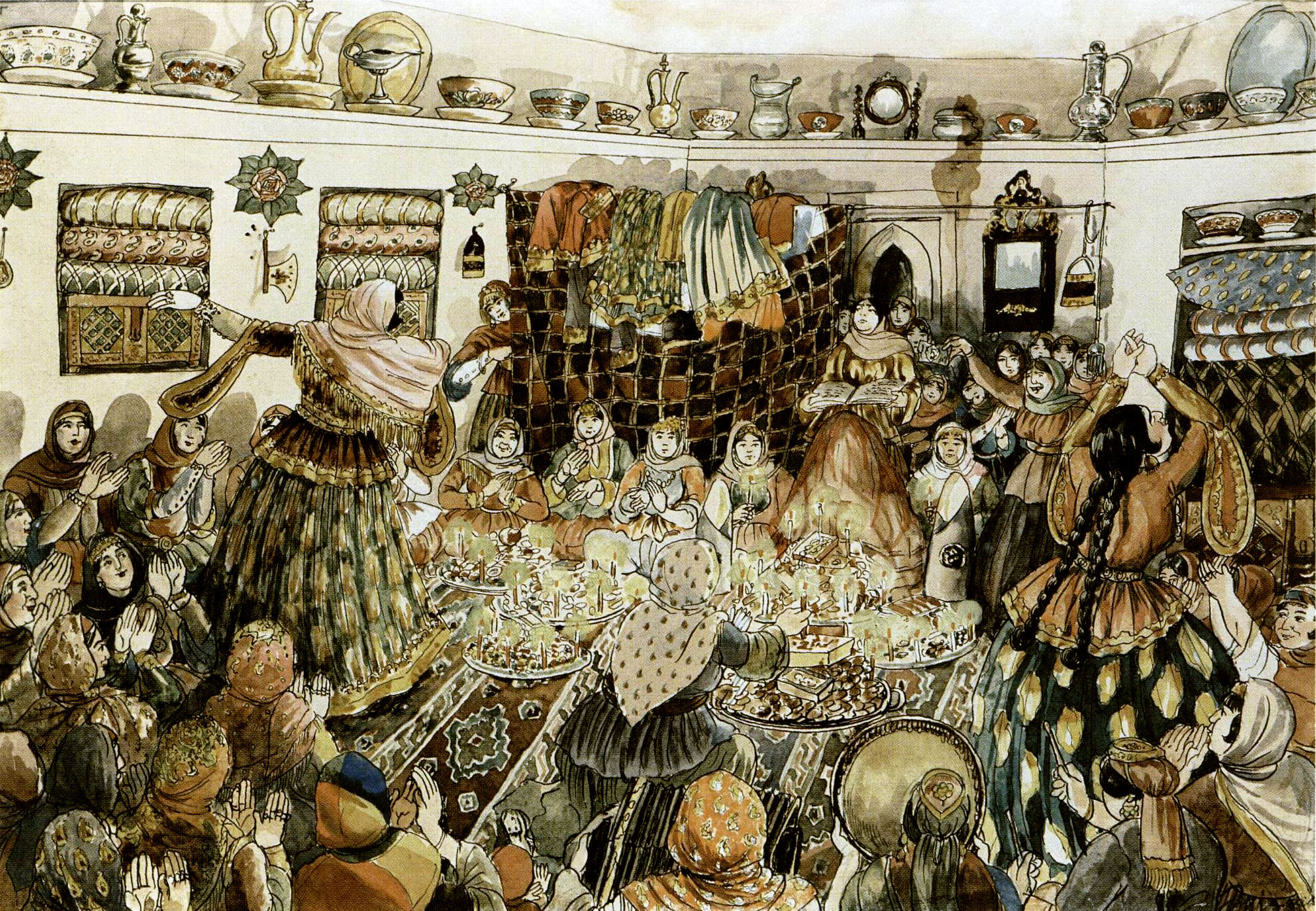
La boda de Azerbaiyán. 1930
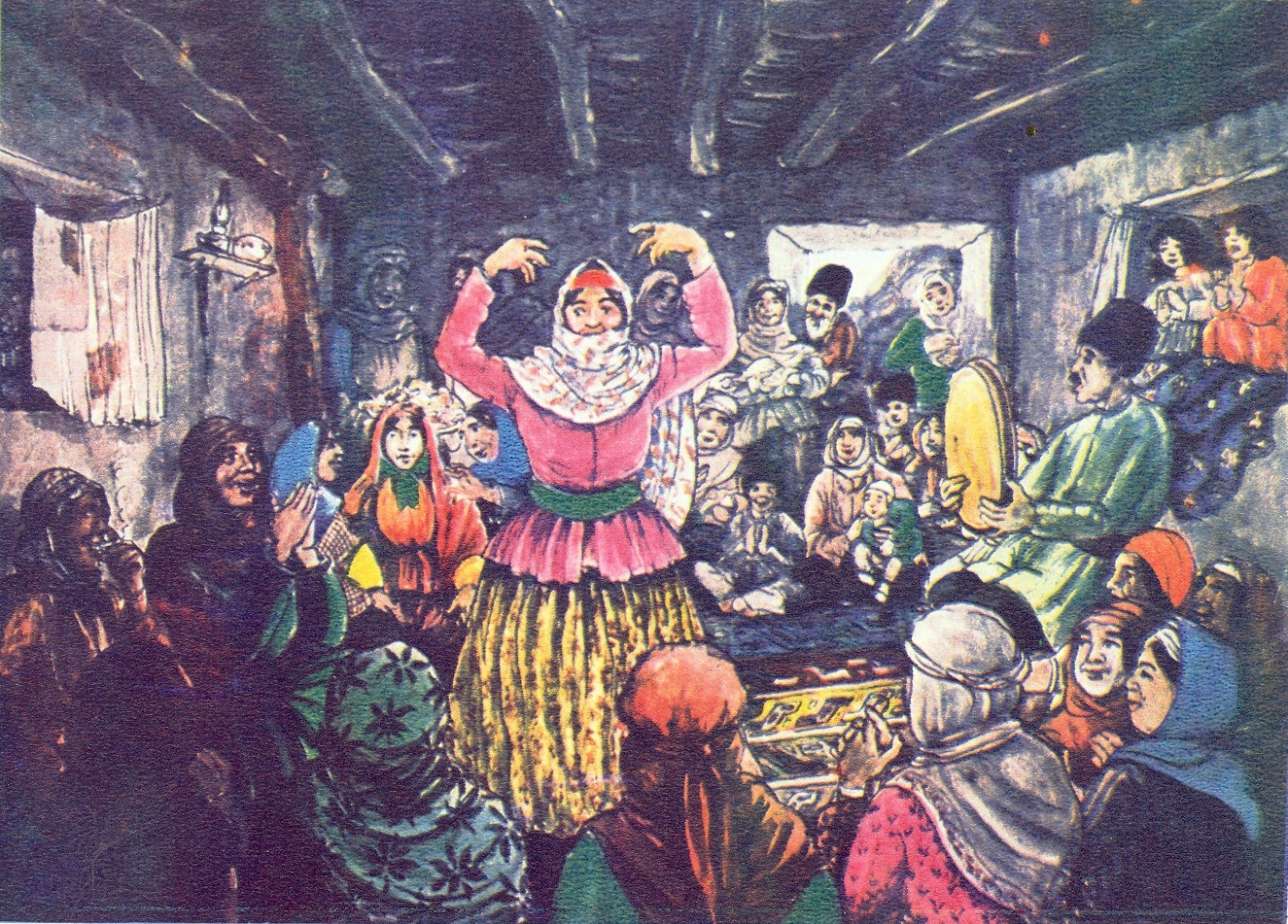
La boda de los pobres. 1931
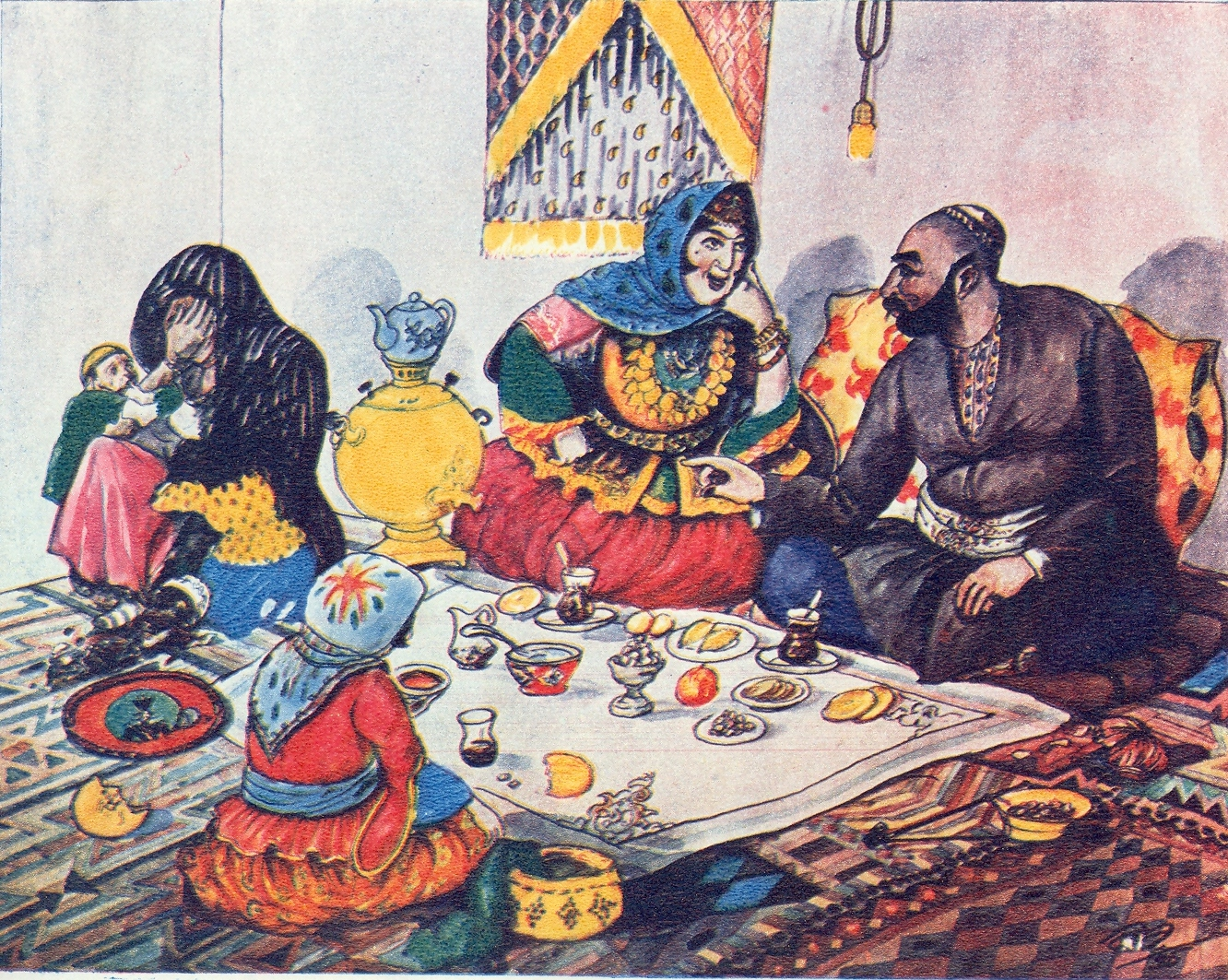
La esposa vieja y nueva. 1935
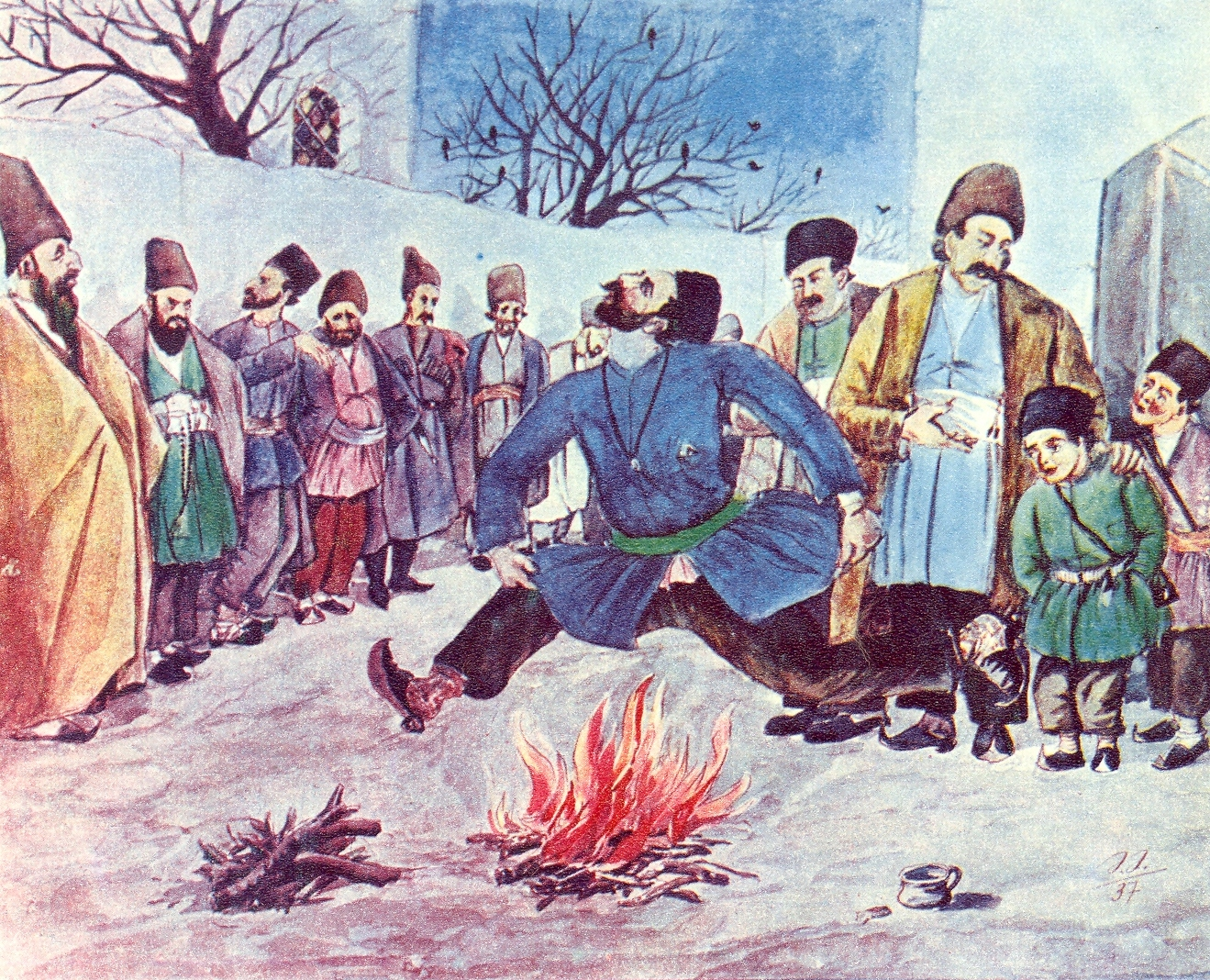
Saltar sobre hoguera. 1937
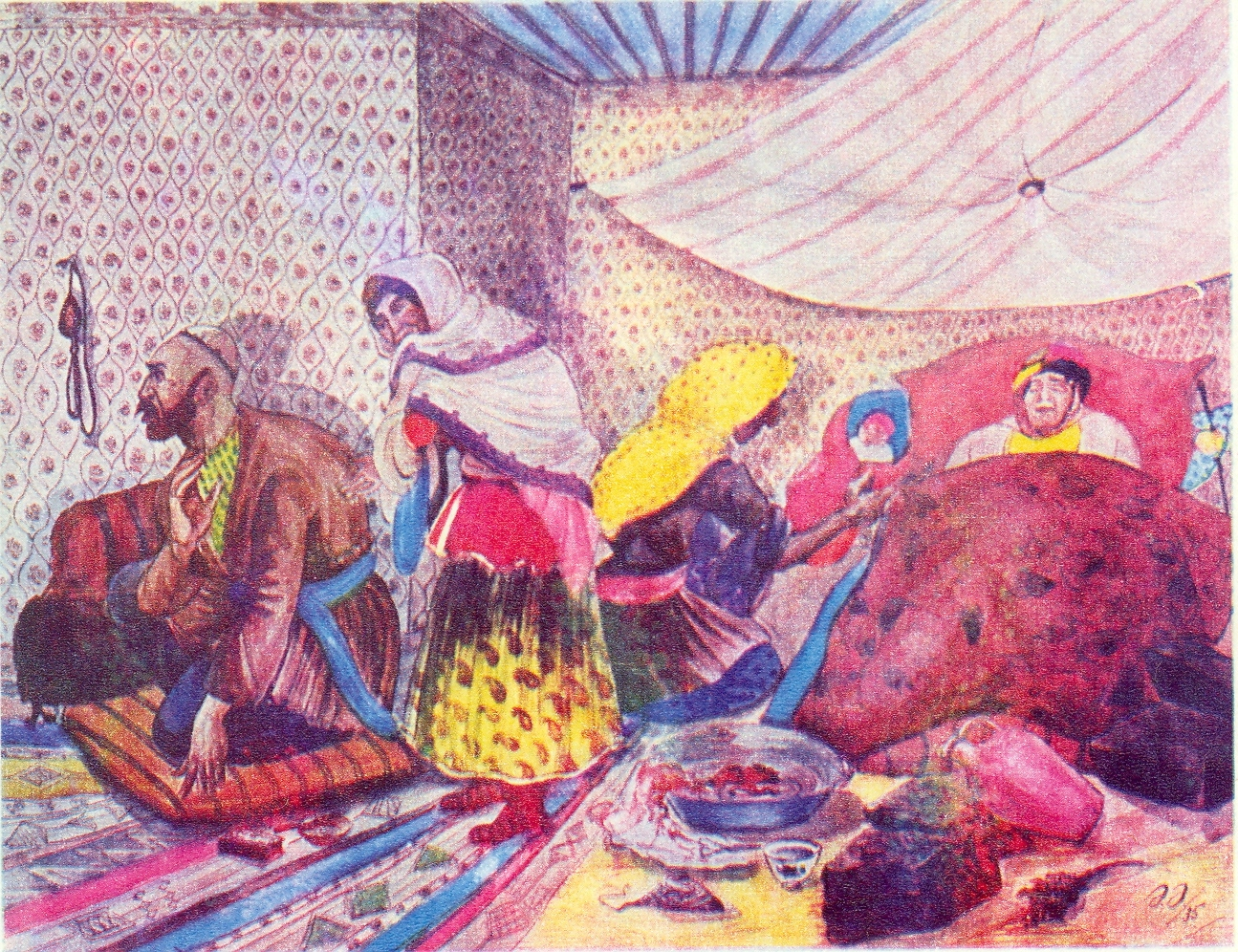
Nace una hija. 1937
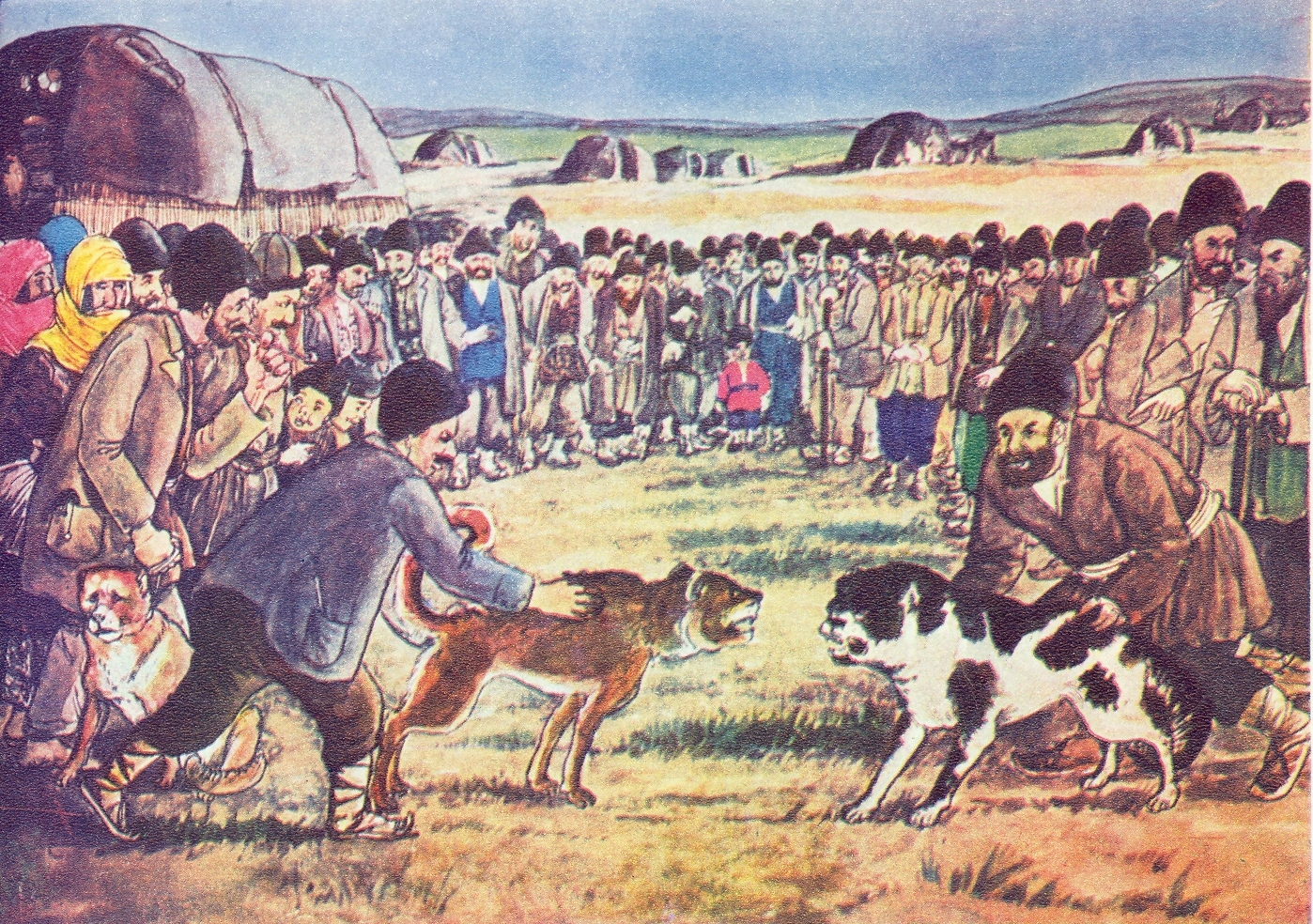
Pelea de perros. 1938
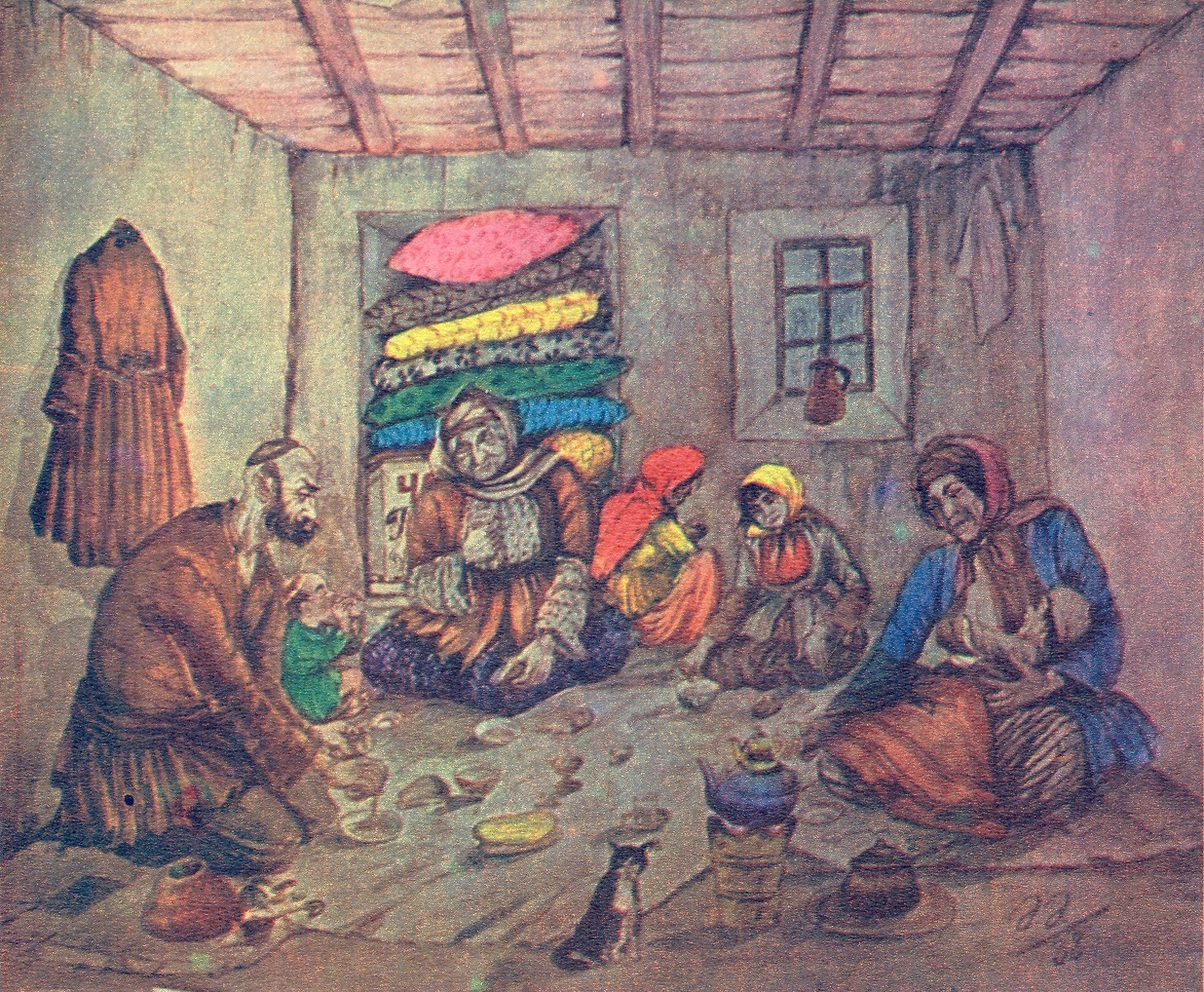
Ramadán en la familia pobre. 1938
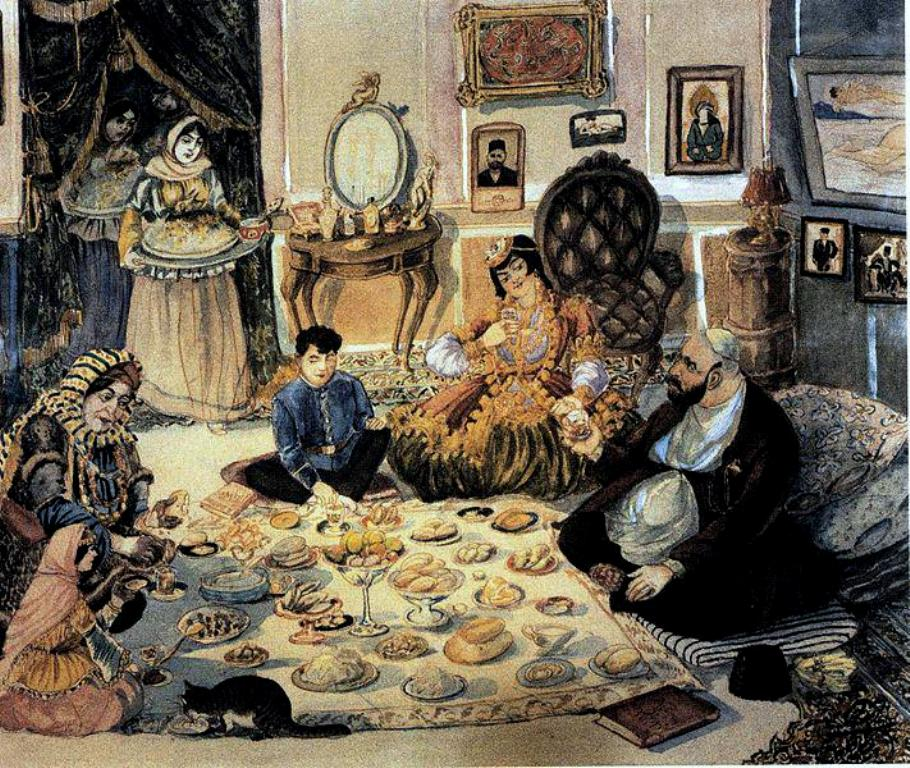
Ramadán en la familia rico. 1932
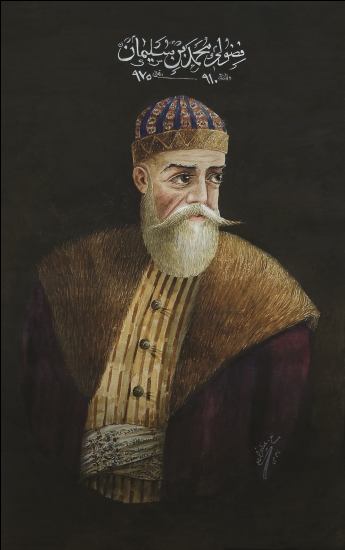
Retrato de Fuzûlî. 1914
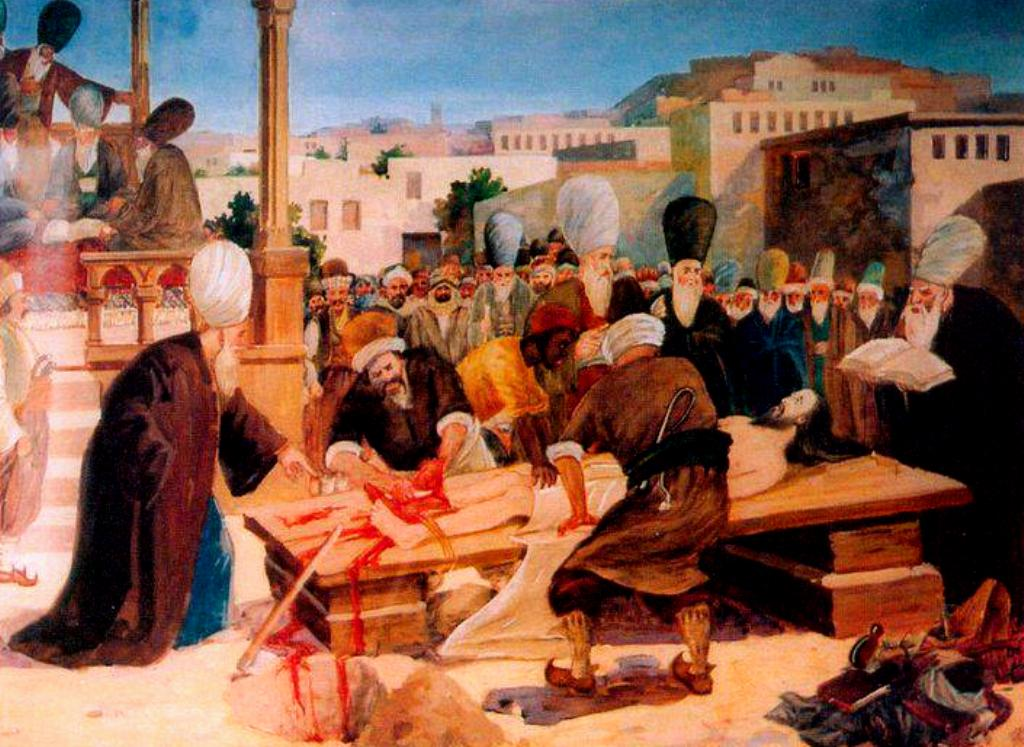
Ejecución de İmadaddin Nasimi
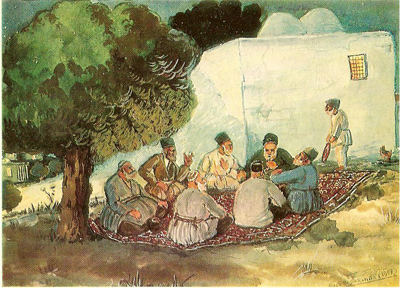
En las casas de verano de Bakú. 1931
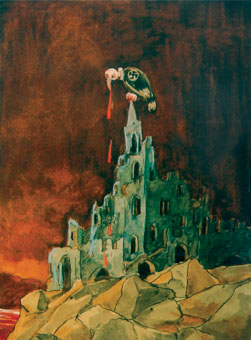
Ruinas de Rechstag. 1942